# IC 2656
IC 2656 је спирална галаксија у сазвјежђу Лав која се налази на листи објеката дубоког неба у Индекс каталогу.
Деклинација објекта је + 12° 22' 44" а ректасцензија 11h 15m 5,3s. Привидна величина (магнитуда) објекта IC 2656 износи 15,2 а фотографска магнитуда 16,0.